# Hoplobatrachus tigerinus
Espèce
Synonymes
- Rana tigerina Daudin, 1802

Statut de conservation UICN

 LC  : Préoccupation mineure
Statut CITES
Hoplobatrachus tigerinus ou Grenouille-tigre est une espèce d'amphibiens de la famille des Dicroglossidae.

## Répartition
Cette grosse grenouille vorace se rencontre dans l'est de l'Afghanistan, dans l'est du Pakistan, en Inde, au Bhoutan, au Népal, au Bangladesh et dans l'ouest de la Birmanie.
Elle a été introduite à Madagascar et aux Maldives.

## Description

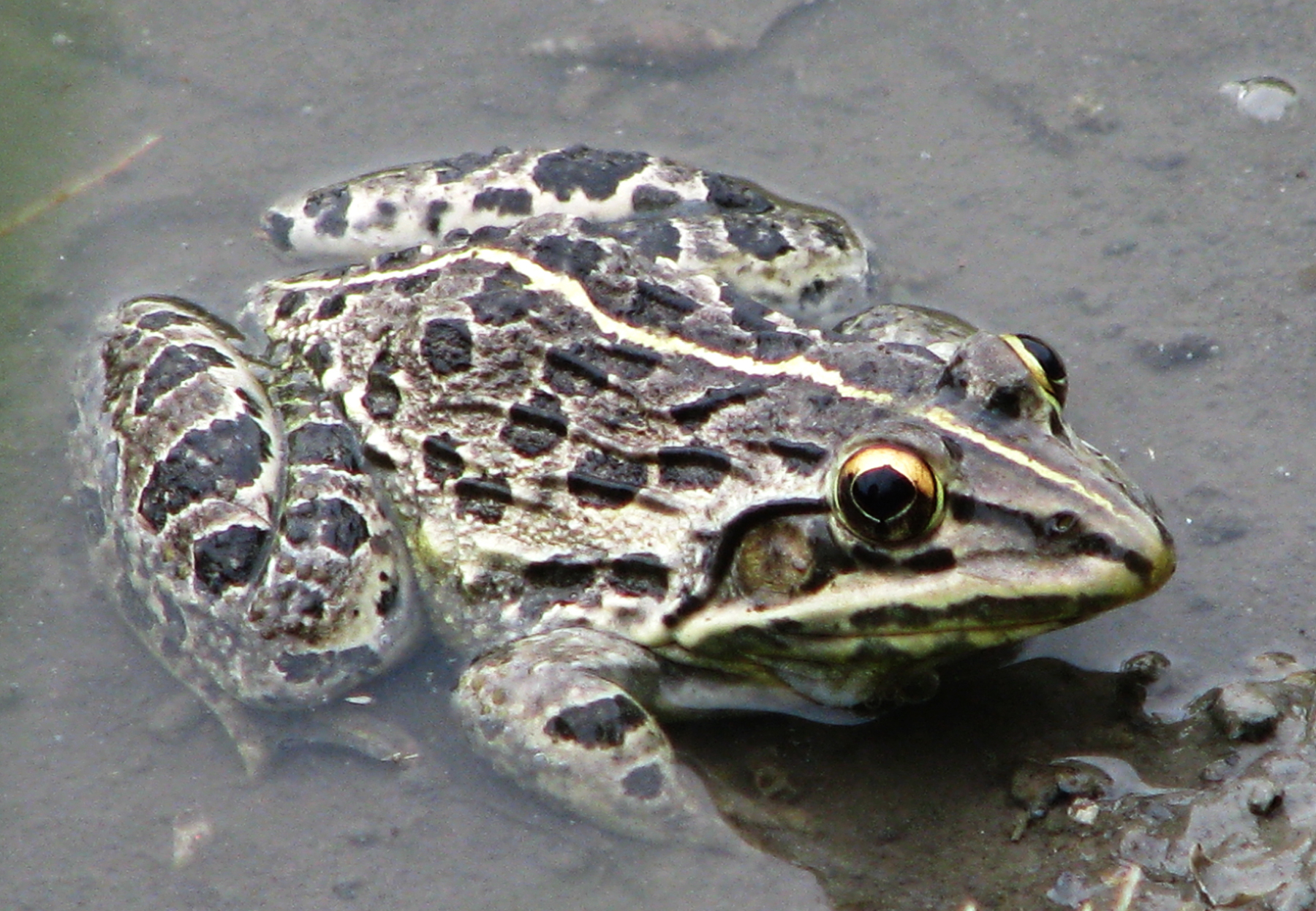
Hoplobatrachus tigerinus

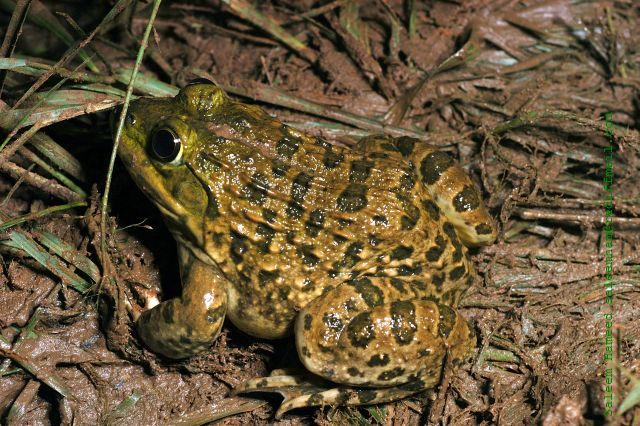
Hoplobatrachus tigerinus

Hoplobatrachus tigerinus mesure de 65 à 170 mm. Son dos varie du vert olive au gris avec des taches sombres. La ligne longitudinale, jaune clair, est rarement absente. Ses membres présentent des rayures sombres parfois discontinues ; ses cuisses sont marbrées de noir et jaune et parcourue par une fine ligne jaune sur la face externe ainsi qu'une autre sur la face interne du mollet. Son ventre est blanc avec parfois une légère pigmentation au niveau de la gorge.

## Reproduction
La saison des amours a lieu pendant la mousson.
Le mâle est jaune durant la période de d'accouplement et présente une paire de sacs vocaux. Son chant est très grave.

## Publication originale
- Daudin, 1802 : Histoire naturelle des rainettes, des grenouilles et des crapauds, p. 1-108 (texte intégral).